# Psínthos
Psínthos, en grec moderne : Ψίνθος, est un petit village de montagne du dème de Kallithéa, sur l'île de Rhodes, en Grèce. 
Selon le recensement de 2011, la population de Psínthos compte 1 168 habitants.
À l'époque hellénistique, la région appartient vraisemblablement au dème ialysien des Sibythioi.
Au centre du village, quelques vestiges subsistent d'un château de l'époque des Hospitaliers,. Sa fonction défensive fut probablement modeste et, à partir de 1470, les habitants de la région étaient appelés à se rassembler dans la citadelle de Rhodes en cas d'attaque d'envergure. La localité porte dans les documents de l'époque les noms de Psito, Obsito, Aspido ou Absato.
Le 16 mai 1912, les environs du village furent le théâtre d'une bataille entre Italiens et Ottomans dans le cadre du conflit italo-turc.
Les atouts du village sont la source Fassoúli, la source Kamári et la petite vallée qui traverse le village avec ses grands platanes centenaires. Sont également présents deux monastères byzantins, le monastère d'Agías Triádas (ou Matikó) et Parméni. Les deux monastères se trouvent dans la campagne, sur la route d'Archípolis. Sur la montagne au-dessus du village, sur la route de la vallée de Petaloúdes, se trouve également le monastère de Kálopetra, mais il appartenait administrativement à la municipalité de Petaloúdes. Á proximité du village se trouve la vallée des papillons, traversée par la rivière Pelekáno, qui abrite diverses espèces endémiques de flore et de faune. Dans cette vallée, on trouve notamment une sous-espèce d'Écaille chinée (Euplagia quadripunctaria rhodosensis), endémique de Rhodes et vulnérable,, de même que des crabes d’eau douce.